# Čučma
Čučma – wieś w powiecie Rożniawa w kraju koszyckim w południowo-wschodniej Słowacji. Do 1920 r. wieś należała do powiatu Rožňava w komitacie Gömör i Kishont. W latach 1938–1945 ponownie była częścią Węgier. W latach 1960–1990 była częścią miasta Rożniawa.

## Położenie
Położona w głębokiej dolinie Čučmianskeho potoku i łączącego się z nim Rožňavskeho potoku, u południowych podnóży masywu Skaliska w Górach Wołowskich, ok. 3 km na północ od Rożniawy.

## Historia
Wieś mogła powstać z końcem XIII lub w pierwszej połowie XIV w. i prawdopodobnie została założona przez niemieckich górników, poszukujących tu złota i srebra. Pierwsze wzmianki o miejscowości pochodzą z roku 1300. W 1339 r. była po raz pierwszy wspomniana w statucie diecezji Csanád. Podano wówczas, że mieszkańcy wsi mieli prawo swobodnego wyboru wójta. Od XIV do XVIII wieku należała do archidiecezji ostrzyhomskiej. W 1413 r. osada stała się własnością Rożniawy. Jej mieszkańcy nie płacili danin, a jedynie podatki gruntowe (tzw. teragium) miastu. W 1414 r. wspominana wraz ze wsią Nadabula (obecnie część Rożniawy) w formie "Nadabolya et Chuchom". Pierwszy spis podatkowy pochodzi z 1427 r. Umożliwiał on mieszkańcom, na podstawie odrębnego zezwolenia, na spłatę zobowiązań w wydobywanych tu kruszcach.
W 1523 r. mieszkańcy otrzymali również zgodę na swobodne sprzedawanie wydobytej rudy. Wydobywano na tym obszarze rudy miedzi, od XVII w. rudy żelaza i antymonu, a w końcu rudy manganu. Od 1776 r. wieś była własnością biskupstwa rzymskokatolickiego w Rożniawie, chociaż jedynie ok. 1/3 z jej mieszkańców była katolikami, a 2/3 ewangelikami. Najstarsza znana pieczęć wsi pochodzi z 1735 r. Z czasem, gdy opłacalność prowadzenia prac górniczych zaczęła spadać, mieszkańcy zaczęli zajmować się skromnym rolnictwem (uprawa owsa, kapusty), sadownictwem (głównie śliwki) oraz pracą w lesie (dostawy drewna opałowego do Rożniawy). W XX w. część mieszkańców wróciła na powrót do pracy w zakładach metalurgicznych w Rożniawie.

## Demografia
W połowie XIX wieku Elek Fényes pisał następująco: Csucsom, wieś węgierska, w zjednoczonych okręgach Gömör i Kis-Honth, [...] 103 katolików, 200 ewangelików.
Według danych z dnia 31 grudnia 2012, wieś zamieszkiwało 649 osób, w tym 309 kobiet i 340 mężczyzn.
W 2001 roku rozkład populacji względem narodowości i przynależności etnicznej wyglądał następująco:
- Słowacy – 50,09%
- Czesi – 0,54%
- Węgrzy – 48,83%

Ze względu na wyznawaną religię struktura mieszkańców kształtowała się w 2001 roku następująco:
- Katolicy rzymscy – 36,45%
- Grekokatolicy – 0,36%
- Ewangelicy – 23,7%
- Ateiści – 31,78%
- Nie podano – 0,72%